# Magnus von Wedderkop (Hofmarschall)
Magnus von Wedderkop (* 26. Dezember 1717; † 27. Mai 1771 in Eutin) war ein königlich schwedischer Oberkammerherr und Hofmarschall und Domherr in Lübeck.

## Leben
Wedderkop war ein Sohn des holstein-gottorfischen Ministers Friedrich Christian von Wedderkop und dessen Frau Hedwig Sophie, geb. Pincier von Königstein (* 1696), einer Tochter von Johann Ludwig von Pincier.
Er war ab 1734 Hofdiener des damaligen Fürstbischofs von Lübeck Adolf Friedrich. Als dieser 1743 Kronprinz von Schweden wurde, ernannte er Wedderkop zu seinem Kammerherrn. Mit Adolf Friedrichs Thronbesteigung 1751 wurde er schwedischer Oberkammerherr und Hofmarschall. 1756 verließ er Stockholm und begab sich wieder nach Holstein. Nach dem Tod des Vaters im selben Jahr übertrug er seinem jüngeren Bruder Johann Ludwig von Wedderkop (1724–1777) das in der Familie seit der Verleihung an Magnus von Wedderkop 1695 erbliche Amt des Generalpostmeisters in Holstein-Gottorf. 1758 erbte er zusammen mit dem Capitain von Wedderkop, vermutlich seinem Cousin Johann Ludwig von Wedderkop (* 1723), das Gut Dollrott von der verwandten Familie Pincier von Königstein.
1761 erhielt er die Präbende des verstorbenen Dompropsten Jakob Levin von Plessen und war damit bis zu seinem Tod 1771 Domherr im Domstift Lübeck. Sein Bruder Johann Ludwig von Wedderkop erwarb bereits 1744 die bischöfliche Präbende, resignierte diese aber bereits 1745 zugunsten von Ulrich Adolph von Holstein. Nach dem Tod von Magnus von Wedderkop 1771 kam sein Bruder zum zweiten Mal in den Besitz der bischöflichen Distinktpräbende.
Wedderkop war Freimaurer in der schwedischen Freimaurerloge Saint Jean Auxiliaire in Stockholm, die am 2. Januar 1752 von Knud Carlsson Posse mit der Vollmacht von Louis de Bourbon, comte de Clermont, gegründet wurde und als schwedische Mutterloge gilt.
Er verstarb unverheiratet und war Träger des Ordens der Heiligen Anna und des Nordstern-Ordens.